# Талия (нимфа, дочь Гефеста)
Талия (др.-греч. Θάλεια, буквально «радостный, изобилие», от θάλλειν «процветать») — в древнегреческой мифологии нимфа, дочь Гефеста Её часто путают с одноимённой музой Талией, харитой Талией и нереидой Талией. Также она являлась антропоморфным вторичным божеством растительной жизни и побегов, возможно, как кульминация передачи знаний об использовании вулканического пепла в качестве удобрения, характерного для древнего виноградарства на вулканических почвах, таких как остров Тира.

## Мифология
В Сатурналии Макробия рассказывается, что Зевс схватил Талию в форме орла, так же, как он это сделал с Эгиной, Летом и Ганимедом. Затем он начал с ней половой акт у реки Симет, Сицилия. Чтобы избежать ревности супруги Зевса Геры, Зевс посоветовал Талии зарыться глубоко в землю. Таким образом, дети-близнецы Палики родились под землёй, но по другой из версий, та же история случилась с музой Талией.